# Era (groupe)
Pour les articles homonymes, voir Era.
Era (stylisé +eRa+) est un projet musical fondé par le musicien français Éric Lévi, ancien membre du groupe de rock Shakin' Street.
Le premier album, Era, sorti en 1996, obtient un très grand succès en France et à l'étranger, tout comme le single Ameno qui en est extrait.
Le troisième album sorti en 2003, The Mass, dans une inspiration proche de Carmina Burana, connait un grand succès commercial en mélangeant des thèmes de musique originale interprétés par une chorale (chantant en un langage inventé), avec guitare électrique, cordes et synthétiseurs ; musique qu'on pourrait qualifier de new age,.
L'univers visuel d'Era est le pendant de son inspiration musicale, il utilise des signes et des sentiments proches du religieux et de l'univers médiéval. Il explore une dimension universelle, un univers d'émotions, spirituel et mystique. Les chansons d'Era sont écrites dans une langue imaginaire proche du latin médiéval et en diverses autres langues, comme l'anglais ou l'arabe.

## Histoire

### Naissance d'Era (1991-1996)
Avant la création d'Era, Éric Lévi s'illustre dans les années 1970 au sein du groupe de hard rock Shakin' Street, groupe qu'il fonde avec la chanteuse Fabienne Shine. Il fera partie du groupe jusqu'à sa séparation  en 1981. 
Au début des années 1990 et à son retour des États-Unis, Éric Lévi compose des musiques de film. Il collabore notamment avec Jean-Marie Poiré, qui lui confie en 1991 la musique de son film L'Opération Corned Beef, où figurera la chanson Passion For War Love. En 1993, il collabore à nouveau avec Jean-Marie Poiré pour Les Visiteurs, film se déroulant à cheval sur deux époques, le Moyen Âge et le XXe siècle. Pour en composer la musique, Éric Lévi écrit un thème choral dans la manière des Carmina Burana, qu'il mélange avec des guitares électriques et des sonorités modernes. 
Avec plus de treize millions d'entrées en France, le film est un des plus grands succès du cinéma français et sa bande-son est sélectionnée aux Césars dans la catégorie meilleure musique de film, notamment pour le thème principal Enae Volare. Le succès commercial de ce morceau incite Éric Lévi à lancer son projet musical Era.

### Activité du groupe (depuis 1996)
C'est ainsi que naît Era. Le premier album, Era, sort en 1996 et est immédiatement un succès, puisqu'il se vend à cinq millions d'exemplaires. Les chœurs de l'album ont été enregistrés dans les studios d'Abbey Road à Londres. Les claviers et guitares ont quant à eux été enregistrés dans les studios Real World de Peter Gabriel. Un clip de la chanson Ameno a été tourné au château de Montségur, ainsi qu'au château de Beynac et au château de Commarque. 
Le 20 février 1999, Era remporte la Victoire de la musique de l'album français le plus vendu à l'exportation. 
En mai 2000 paraît le second album, Era II, qui connaîtra un succès plus modeste, mais tout de même notable avec 1,14 million d'exemplaires vendus à travers le monde, dont 350 000 en France. Le troisième album, The Mass, est publié en février 2003, la pièce-titre est une inspiration directe de O Fortuna tirée de l'œuvre de Carl Orff, Carmina Burana.
Après cinq ans d'absence, Era effectue son retour en 2008 avec Era Reborn. Ce dernier est plutôt surprenant comparé aux albums de la première période d'Era (1996-2003), cet album étant un mélange de styles électros, orientaux et occidentaux. Enfin, l'année 2009 sera synonyme de renouveau avec la sortie de Era Classics, inspiré de grands thèmes de la musique classique, des plus grands compositeurs du genre comme Vivaldi, Bach, Verdi... accompagnés de guitares, chants choraux, synthétiseurs, etc. Era Classics sera suivi le 18 octobre 2010 par Era Classics II.
Le 1er juillet 2013, Era publie Arielle Dombasle by Era, réalisé en collaboration avec Arielle Dombasle.
Le 7 juillet 2017, Era dévoile son nouveau single 7 Seconds. Le 3 novembre 2017, Era sort son nouvel album, The 7th Sword.
Le 20 mai 2022, sort le dernier album intitulé The Live Experience.